# Louis Debras
Pour les articles homonymes, voir Debras.
 Louis Jules Achille Debras, né le 3 octobre 1819 à  Péronne et mort à Paris 3e le 1er février 1899, est un peintre français.
Essentiellement peintre de genre, portraitiste, il a été Invité à rejoindre les impressionnistes pour leur première exposition en 1874 chez Nadar. Il n'a cependant pas suivi le courant des impressionnistes, gardant son style parfois très réaliste, notamment pour les scènes de rue, ce qui lui a valu d'être exposé au Salon de Paris dès 1843.

## L'œuvre
Louis Debras est l'élève dans sa ville natale de Auguste Dehaussy, Il devient très vite un artiste reconnu à Paris où il expose aux  Salon de Paris chaque année à partir de 1843 jusqu'en 1896. Ses œuvres les plus appréciés sont Un mendiant (1859), Tête de mouton, Nature morte (1869), San Juan de la Rapita (1873), Portrait de Lucie Leys(1882), fille du peintre  Henri Leys. À Madrid où il séjourne pendant 6 ans, il expose en 1850, 1851, et 1856, à l'Académie royale des beaux-arts de San Fernando, des scènes de genre Galant Propos, Le Cardinal, une Étude de paysan.
Il ramène de ses séjours des œuvres qu'il expose en 1874 chez Nadar avec les impressionnistes : no 51 Nature morte , no 52 San Juan de la Rapita, Espagne (dessin), Rembrandt dans son atelier no 53.
On trouve encore sur des sites internet certaines de ses peintures : Le Chemin l'été, Ciel d'orage  Chemin dans la campagne. En revanche on ne trouve nulle part le Portrait de Nicolas Henri Carteret par Louis Debras, (entre 1861 et 1864, huile sur toile, Reims, musée des Beaux-Arts de Reims).
Son invitation à la Première exposition des peintres impressionnistes  de 1874 s'explique par la volonté de montrer aux critiques d'art que ce nouveau salon n'était pas une nouvelle édition du salon des refusés. « Pourquoi demander à Louis Debras de les rejoindre? ou à Émilien Mulot-Durivage, ou Léon Paul-Robert? ou Alfred Meyer qui a de plus été médaillé au salon de 1866? Rallier des artistes comme eux, c'est montrer [...] que l'on ne propose pas une nouvelle édition du salon des refusés [...] dans l'espoir de rencontrer plus d'indulgence (à la critique et à la presse). »

## Les oubliés de l'école péronnaise
Louis Debras, très apprécié à son époque, est tombé dans l'oubli. Le Portait de Louis Debras par Alfred Dehodencq reste introuvable. On ne trouve pas trace de ses tableaux au musée d'Orsay ni sur la base Joconde, et ses œuvres seraient sans doute inaccessibles sans l'initiative du Musée Alfred-Danicourt, Musée de France  qui a réuni les artistes de la Haute Somme  et de l'école péronnaise où figurent également Francis Tattegrain, Hector Crinon, Auguste Dehaussy. Il est classé dans les Petits maîtres. « Une grave injustice faite à ces peintres moins connus du XIXe siècle  Classement heureusement provisoire, car dès que leur exposition dans les musées jette un peu de lumière sur eux, on décèle l'importance de leur influence sur la révolution artistique qu'ils annoncent. »